# سارا سادات خادم‌الشریعه
سارا سادات خادم‌الشریعه (۲۰ اسفند ۱۳۷۵) استاد بین‌المللی شطرنج اهل ایران است. وی نخستین شطرنج باز زن ایرانی است که علاوه بر کسب درجه استادبزرگ زنان در سن ۱۸ سالگی در هشتاد و چهارمین کنگرهٔ شطرنج جهان توانست عنوان استاد بین‌المللی شطرنج را به‌دست آورد. عنوانی که پیش از آن، تنها توسط شطرنج بازان مرد ایران کسب شده بود. وی در ژوئیه سال ۲۰۲۳ فدراسیون شطرنج خود را از ایران به اسپانیا تغییر داد و از این پس زیر پرچم این کشور در مسابقات بین‌المللی شرکت می‌کند. وی در ژوئن ۲۰۲۳ در رده نهم شطرنج‌بازان ایران قرار داشت.

## زندگی حرفه‌ای
سارا خادم شرکت در مسابقات شطرنج را از هشت سالگی آغاز کرد.
خادم‌الشریعه در ۱۳۹۴ قهرمان شطرنج زنان ایران شد. وی در سال ۲۰۱۴ موفق به کسب عنوان دومی مسابقات شطرنج قهرمانی جوانان جهان شد. او تنها نماینده ایران در پایان دور ششم گرندپری شطرنج بانوان ۲۰۱۶ در خانتی مانسیسک روسیه بود. خادم الشریعه در گرندپری ۲۰۱۶ که در تهران برگزار شد مقام دوم مسابقات را کسب کرد. او در مسابقات گرندپری ۲۰۱۶ با حرکتی بزرگ‌منشانه پس از آن که دید وضع روانی حریفش مناسب نیست با تساوی موافقت کرد و کاندیدای دریافت جایزه اخلاق ۲۰۱۶ شد. او در گرندپری روسیه به عنوان سوم دست یافت.
خادم‌الشریعه در رقابت‌های شطرنج سریع و برق آسای قهرمانی جهان ۲۰۱۸ که در سن پترزبوگ روسیه برگزار شد در بخش سریع با کسب ۹ امتیاز از ۱۲ دور رقابت، به مقام نایب قهرمانی دست یافت. وی همچنین موفق به کسب ۱۳ امتیاز از ۱۷ امتیاز ممکن شد و رده دوم رقابت‌های برق آسای جهان را نیز از آن خود کرد. او پس از کسب دو عنوان نایب قهرمانی جهان در دو بخش سریع و برق آسا، توانست عنوان قهرمانی مجموع مسابقات برق آسا در سال ۲۰۱۸ را به خود اختصاص دهد.

## مواضع سیاسی

### ۱۳۹۸
خادم‌الشریعه در دی ۱۳۹۸ (بدون اشاره به ساقط کردن هواپیمای اوکراینی) از حضور در تیم‌ملی انصراف داد. گذرنامه او هنگامی‌که به فرودگاه رفت توقیف شد. او پس از چند ماه به تیم ملی بازگشت.

### ۱۴۰۱
سارا خادم‌الشریعه در حمایت و همراهی با خیزش سراسری مردم ایران در ۵ دی ۱۴۰۱ در مسابقات شطرنج سریع قهرمانی جهان در آلماتی در حالی که زیر پرچم جمهوری اسلامی بازی می‌کرد بدون حجاب اجباری در مسابقه حاضر شد. روزنامه ال‌پائیس چاپ مادرید گزارش کرد سارا خادم الشریعه پس از مسابقات قزاقستان به ایران باز نخواهد گشت و احتمالاً در اسپانیا زندگی خواهد کرد. به گفته او حتی مدارک دستگیری‌اش را در تهران آماده کرده بودند. وی با استفاده از قانون ویزای طلایی (خرید ملک به ارزش نیم میلیون یورو) به اسپانیا پناهنده شد و چهارشنبه ۵ بهمن ۱۴۰۱ با پدرو سانچز نخست‌وزیر اسپانیا در مادرید دیدار کرد.

### ۱۴۰۲
او پس از آزادی موقت نیلوفر حامدی و الهه محمدی از زندان اوین، مدال نایب قهرمانی بلیتز اروپای خود را به آن‌ها تقدیم کرد و این دو خبرنگار را «قهرمانان واقعی» خواند.

## زندگی شخصی
سارا خادم‌الشریعه در سال ۹۷ با اردشیر احمدی ازدواج کرد.